# Vytenis Čižauskas
Vytenis Čižauskas (Kaišiadorys, 16 settembre 1992) è un cestista lituano.

## Palmarès
- Campionato lituano: 1

Žalgiris Kaunas: 2013-14
- Lega Baltica: 1

Prienai: 2016-17